# Trác Ni
Trác Ni (chữ Tạng: ཅོ་ནེ་རྫོང་།; Wylie: co-ne rdzong; ZWPY: Jonê Zong, chữ Hán phồn thể:卓尼縣, chữ Hán giản thể: 卓尼县, âm Hán Việt: Trác Ni huyện) là một huyện thuộc châu tự trị dân tộc Tạng Cam Nam, tỉnh Cam Túc, Cộng hòa Nhân dân Trung Hoa. Huyện này có diện tích 5694 ki-lô-mét vuông, dân số năm 2004 là 100.000 người. Mã số bưu chính của Trác Ni là 747600. Chính quyền huyện đóng ở trấn Liễu Lâm.

## Hành chính
Về mặt hành chính, huyện này được chia thành 1 trấn, 16 hương.
- Trấn: Liễu Lâm.
- Hương: Nạp Lãng, Mộc Nhĩ, Đại Tọc, Khải Xa, Trát Cổ Lục, Lực Cáo, Ni Ba, Hoàn Mao, A Tử Than, Thân Tạng, Kháp Cái, Khang Đa, hương dân tộc Chước Oa, Thao Nghiễn, Bách Lâm và Tạng Ba Huề.

## Khí hậu
| Dữ liệu khí hậu của Trác Ni              | Dữ liệu khí hậu của Trác Ni | Dữ liệu khí hậu của Trác Ni | Dữ liệu khí hậu của Trác Ni | Dữ liệu khí hậu của Trác Ni | Dữ liệu khí hậu của Trác Ni | Dữ liệu khí hậu của Trác Ni | Dữ liệu khí hậu của Trác Ni | Dữ liệu khí hậu của Trác Ni | Dữ liệu khí hậu của Trác Ni | Dữ liệu khí hậu của Trác Ni | Dữ liệu khí hậu của Trác Ni | Dữ liệu khí hậu của Trác Ni | Dữ liệu khí hậu của Trác Ni |
| Tháng                                    | 1                           | 2                           | 3                           | 4                           | 5                           | 6                           | 7                           | 8                           | 9                           | 10                          | 11                          | 12                          | Năm                         |
| ---------------------------------------- | --------------------------- | --------------------------- | --------------------------- | --------------------------- | --------------------------- | --------------------------- | --------------------------- | --------------------------- | --------------------------- | --------------------------- | --------------------------- | --------------------------- | --------------------------- |
| Cao kỉ lục °C (°F)                       | 19.1 (66.4)                 | 22.2 (72.0)                 | 26.5 (79.7)                 | 32.1 (89.8)                 | 29.2 (84.6)                 | 29.7 (85.5)                 | 33.5 (92.3)                 | 31.0 (87.8)                 | 29.0 (84.2)                 | 23.6 (74.5)                 | 20.1 (68.2)                 | 16.5 (61.7)                 | 33.5 (92.3)                 |
| Trung bình ngày tối đa °C (°F)           | 3.7 (38.7)                  | 6.3 (43.3)                  | 10.4 (50.7)                 | 15.0 (59.0)                 | 17.9 (64.2)                 | 20.7 (69.3)                 | 22.8 (73.0)                 | 22.5 (72.5)                 | 18.4 (65.1)                 | 13.6 (56.5)                 | 9.7 (49.5)                  | 5.4 (41.7)                  | 13.9 (57.0)                 |
| Trung bình ngày °C (°F)                  | −6.1 (21.0)                 | −2.5 (27.5)                 | 2.0 (35.6)                  | 6.8 (44.2)                  | 10.4 (50.7)                 | 13.6 (56.5)                 | 15.9 (60.6)                 | 15.3 (59.5)                 | 11.7 (53.1)                 | 6.4 (43.5)                  | 0.5 (32.9)                  | −4.7 (23.5)                 | 5.8 (42.4)                  |
| Tối thiểu trung bình ngày °C (°F)        | −13 (9)                     | −9.0 (15.8)                 | −4.0 (24.8)                 | 0.5 (32.9)                  | 4.5 (40.1)                  | 8.0 (46.4)                  | 10.6 (51.1)                 | 10.2 (50.4)                 | 7.3 (45.1)                  | 1.9 (35.4)                  | −5.3 (22.5)                 | −11.5 (11.3)                | 0.0 (32.1)                  |
| Thấp kỉ lục °C (°F)                      | −23.3 (−9.9)                | −20.4 (−4.7)                | −18.3 (−0.9)                | −8.6 (16.5)                 | −6.1 (21.0)                 | 0.7 (33.3)                  | 2.2 (36.0)                  | 1.6 (34.9)                  | −3.7 (25.3)                 | −8.8 (16.2)                 | −16.2 (2.8)                 | −21.8 (−7.2)                | −23.3 (−9.9)                |
| Lượng Giáng thủy trung bình mm (inches)  | 4.9 (0.19)                  | 6.1 (0.24)                  | 17.7 (0.70)                 | 40.1 (1.58)                 | 82.1 (3.23)                 | 77.0 (3.03)                 | 101.8 (4.01)                | 86.2 (3.39)                 | 73.3 (2.89)                 | 46.7 (1.84)                 | 7.0 (0.28)                  | 2.1 (0.08)                  | 545 (21.46)                 |
| Số ngày giáng thủy trung bình (≥ 0.1 mm) | 5.9                         | 7.0                         | 10.3                        | 11.8                        | 16.1                        | 16.5                        | 15.6                        | 14.7                        | 15.3                        | 13.4                        | 5.0                         | 3.3                         | 134.9                       |
| Số ngày tuyết rơi trung bình             | 10.3                        | 10.8                        | 13.1                        | 7.6                         | 1.8                         | 0.1                         | 0                           | 0                           | 0.2                         | 4.6                         | 7.5                         | 6.6                         | 62.6                        |
| Độ ẩm tương đối trung bình (%)           | 53                          | 54                          | 58                          | 60                          | 64                          | 69                          | 72                          | 73                          | 75                          | 72                          | 62                          | 54                          | 64                          |
| Số giờ nắng trung bình tháng             | 200.7                       | 183.8                       | 202.7                       | 210.9                       | 213.6                       | 199.9                       | 216.9                       | 208.0                       | 158.7                       | 167.5                       | 192.6                       | 205.9                       | 2.361,2                     |
| Phần trăm nắng có thể                    | 64                          | 59                          | 54                          | 53                          | 49                          | 46                          | 50                          | 51                          | 43                          | 49                          | 63                          | 68                          | 54                          |
| Nguồn: Cục Khí tượng Trung Quốc          |                             |                             |                             |                             |                             |                             |                             |                             |                             |                             |                             |                             |                             |